# Orešnjak
Orešnjak  je bivše naseljeno mjesto u Hrvatskoj, regiji Slavoniji u Osječko-baranjskoj županiji i pripadalo je nekadašnjoj općini Donji Miholjac, a po posljednjem ustroju pripadalo bi općini Podravska Moslavina.

## Zemljopisni položaj
Orešnjak se nalazio oko 2 km istočno od današnjeg sela Martinci Miholjački, te oko 3 km zapadno od Podravske Moslavine. Sjeverno se nalazi rijeka Drava i državna granica s Mađarskom, a južno se nalazi državna cesta D34 Donji Miholjac- Slatina, te jugoistočno naselje Krčenik i jugozapadno Gezinci. Najbliže naselje preko rijeke Drave u susjednoj Mađarskoj je Piškiba (mađ. Piskó) na udaljenosti od oko 4 km. Od toponima koje podsjećaju u današnje vrijeme na to bivše naselje ostao je naziv Orešnjački rit za poljoprivredno zemljište, gdje se je nekad naselje i nalazilo, te Orešnjački vičak, Orešnjački pašnjak i Orešnjačka bara koji se nalaze uz samu rijeku Dravu.

## O naselju
Nakon pripajanja Martincima Miholjačkim 1981., selo još neko vrijeme egzistira kao ulica navedenog naselja. Zbog stalnog iseljavanja, radi odlaska zbog zaposlenja i školovanja u urbana naselja i loše prometne povezanosti, selo je napušteno. Trenutačno postoji nekoliko napuštenih kuća koje se koriste kao vikendice, zbog blizine rijeke Drave ili pri obradi okolnog zemljišta.

## Stanovništvo
| broj stanovnika |       | 55    | 57    | 63    | 78    | 71    | 52    | 84    | 135   | 154   | 143   | 103   |       |       |       |       |
|                 | 1857. | 1869. | 1880. | 1890. | 1900. | 1910. | 1921. | 1931. | 1948. | 1953. | 1961. | 1971. | 1981. | 1991. | 2001. | 2011. |

Iskazuje se kao naselje od 1869. Od 1869. do 1971. podaci sadržani pod naseljem Martinci Miholjački. U 1981. pripojeno naselju Martinci Miholjački, te je Orešnjak kao samostalno naselje od 1981. prestalo postojati.  

## Vanjska poveznica
- http://geoportal.dgu.hr/viewer/  Arhivirana inačica izvorne stranice od 29. svibnja 2014. (Wayback Machine)